# 아비멜렉 (성경 용어)

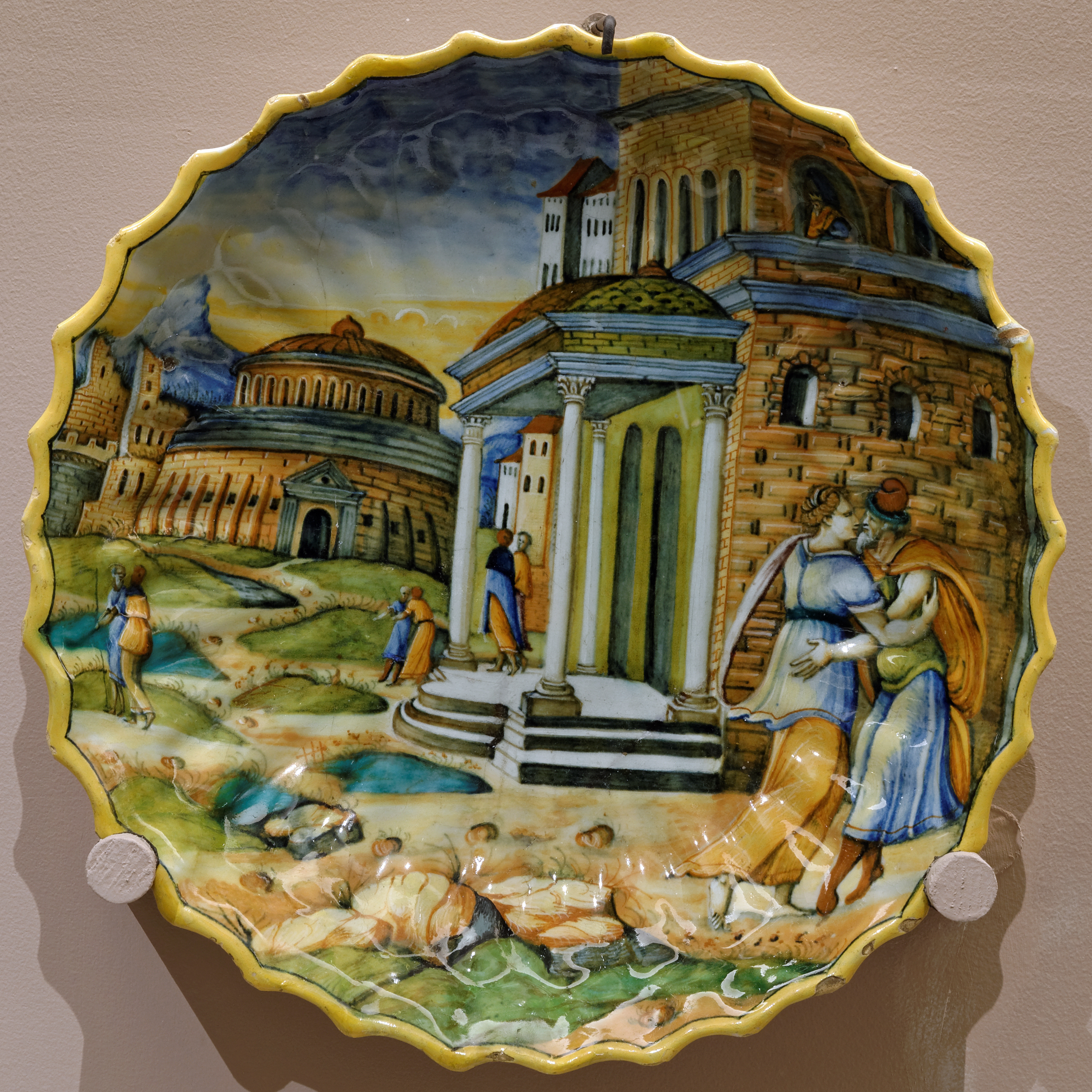
이사악과 리브가를 감시하는 아비멜렉

아비멜렉(히브리어: אֲבִימֶלֶךְ / אֲבִימָלֶךְ)은 히브리어 성경에 언급되는, 아브라함 시대부터 다윗 왕에 이르기까지 모든 불레셋인 왕들에 부여되는 일반적인 이름이다.

## 용어
'아비멜렉'이라는 호칭 또는 이름은 "아버지", "임금"을 의미하는 히브리어 단어이다. "아버지 왕", "내 아버지는 왕", "왕의 아버지"를 포함한 여러 방법으로 해석된다.